# أبو الفضل الخزاعي
أبو الفضل محمد بن جعفر بن عبد الكريم بن بديل الخزاعي الجرجاني أحد قراء القرآن في القرن الثالث الهجري، ومن المؤلفين الكبار في علم القراءات.

## سيرته
ذكره الذهبي في مقدمة علماء الطبقة العاشرة من حفاظ القرآن، كما ذكره ابن الجزري ضمن علماء القراءات. أخذ أبو الفضل القراءة القرآنية عن عدد من العلماء وفي مقدمتهم: الحسن بن سعيد المطوعي، وأبو علي بن حبش، وأحمد بن محمد بن الشارب، وأبو أحمد محمد بن أمية الساوي، ومحمد بن الحسن الأدمي، وأبو القاسم منصور بن محمد الوراق، وعقيل بن علي البصري، وأبو جعفر عمر بن إبراهيم بن أحمد الكتاني، والحسن بن الحسين الصواف، وعلي بن أحمد بن عبد الله بن حميد، وعمر بن علي الطبري، ومحمد بن أحمد بن علاّن، وإبراهيم بن أحمد المروزي، وعمر بن البغدادي، ومحمد بن غريب، وجعفر بن علي بن موسى الضرير، ومحمد بن خليل الأخفش، ومحمد بن عبيد بن الخليل، وأحمد بن محمد ابن عيسى، وأحمد بن محمد بن الفتح، وعبد الله بن يعقوب، ومحمد بن عيسى المؤدب، وأحمد بن القاسم بن يوسف، وإبراهيم بن أحمد اللبناني، وأحمد بن عبد الرحمن الأنطاكي، ومحمد بن عبد الجبار، ويوسف بن محمد الضرير، وحمد ابن عبد الواسع، وعثمان بن أحمد بن سمعان، ومحمد بن يحيى الملاح، وإبراهيم بن أحمد الطبري، ومحمد بن الحسين الجعفي، وطلحة بن محمد بن جعفر، وأحمد بن جعفر الخلال، والحسن بن بشر الأزدي، وعلي بن القاسم، وأحمد بن نصر الشذائي، وأبو الطيب الحضيني، وأبو القاسم النخاس، وأبو الحسن ابن خشنام، وعلي بن محمد الهاشمي.
علم أبو الفضل الخزاعي القرآن وحروف القراءات والتصنيف، واشتهر بالثقة وحسن الأداء، وأقبل عليه الطلاب يأخذون عنه. ومن الذين أخذوا عنه القراءة: أبو العلاء الواسطي وأحمد بن الفضل الباطرقاني وعبد الله بن شبيب الأصبهاني وأبو بكر أحمد ابن محمد بن إبراهيم المروزي وآخرون.

## كتبه
- المنتهى في الخمسة عشر: شمل الكتاب على مائتين وخمسين رواية.
- تهذيب الأداء في السبع.
- الإبانة في الوقف والابتداء.

## وفاته
توفي أبو الفضل سنة 408 هـ.